# Louis Catoir
Louis Catoir, auch Johann Ludwig Catoir (* 8. April 1792 in Offenheim; † 26. Mai 1841 in Mainz), war ein deutscher Landschaftsmaler.

## Leben
Catoir lebte als Landschaftsmaler in Mainz. Dort waren Gustav Jacob Canton, Karl Ludwig Seeger und Friedrich Simmler seine Schüler.
Catoir beschickte Kunstausstellungen in Berlin, Magdeburg, Halle und Karlsruhe. Catoirs Sohn, Theodor Catoir (1823–1889), war ebenfalls Maler und Zeichner und gründete um 1862 mit Georg Friedrich Büchel in Mainz eine lithographische Anstalt und Steindruckerei.